# Love Always
『Love Always』（ラヴ・オールウェイズ）は、1994年8月3日に発売された西田ひかるの7枚目のオリジナル・アルバム。発売元はポニーキャニオン。

## 概要
パーカッション奏者の斉藤ノブが全曲のサウンドプロデュースを手がけている。シングル「きっと愛がある」のアルバム・バージョンを含む全8曲を収録。

## 収録曲
| #  | タイトル                          | 作詞       | 作曲       | 編曲               | 時間 |
| -- | --------------------------------- | ---------- | ---------- | ------------------ | ---- |
| 1. | 「恋のかたち」                    | 来生えつこ | Nieve      | 重実徹             | 4:58 |
| 2. | 「HAPPY EVER AFTER」              | 梶浦由記   | 山口美央子 | 小林信吾・小林正弘 | 5:24 |
| 3. | 「Miracle」                       | 谷山浩子   | 上杉洋史   | 重実徹             | 4:39 |
| 4. | 「きっと愛がある (Dance Re-Mix)」 | 中島みゆき | 朝倉紀幸   | 小林信吾・斉藤ノブ | 5:52 |
| 5. | 「守りたいの…」                   | 遠藤京子   | 松本俊明   | 小林信吾           | 5:25 |
| 6. | 「BIBIDEBU」                      | 遠藤京子   | 小林正弘   | 小林正弘           | 5:08 |
| 7. | 「月夜の人魚」                    | 尾崎亜美   | 尾崎亜美   | 小林信吾           | 4:51 |
| 8. | 「Dolphin Christmas」             | 西田ひかる | 斉藤ノブ   | 重実徹             | 4:52 |